# Leptoconops venezuelensis
Leptoconops venezuelensis är en tvåvingeart som beskrevs av Ortiz 1952. Leptoconops venezuelensis ingår i släktet Leptoconops och familjen svidknott.
Artens utbredningsområde är Venezuela. Inga underarter finns listade i Catalogue of Life.